# Methanosarcina
Methanosarcina (лат.) — род архей, типовой для семейства Methanosarcinaceae.

## Среды обитания
Виды Methanosarcina обнаружены в огромном количестве разнообразных сред, включая свалки мусора, сточные воды, глубокие морские впадины, глубоко залегающие грунтовые воды и даже пищеварительных тракт многих копытных, в том числе коров, овец, коз и оленей. Кроме того, представители Methanosarcina были обнаружены и в пищеварительном тракте человека тоже.

## Особенности организации
Methanosarcina уникальны тем, что они образуют колонии, в которых даже проявляют примитивную клеточную дифференциацию.

## Метаболизм
Анаэробный метаноген, образуют метан при помощи всех трёх известных метаболических путей метаногенеза. Большинство метаногенов производят метан из водорода и углекислого газа. Другие используют для этого ацетаты. Наконец, некоторые виды Methanosarcina метаболизируют одноуглеродные метиловые соединения в процессе метилотрофного метаногенеза. Такими одноуглеродными соединениями могут быть метиламины, метанол и метиловые тиолы. Таким образом, представители Methanosarcina в физиологическом плане являются наиболее разнообразными метаногенами.

## Геном
У видов Methanosarcina acetivorans и Methanosarcina mazei были обнаружены необычайно большие геномы. По состоянию на август 2008 года, геном Methanosarcina acetivorans включал 5751492 пар нуклеотидов, у второго вида он чуть меньше — 4096345 пар нуклеотидов.

## Классификация
На июнь 2017 года в род включают 14—15 видов:
- Methanosarcina acetivorans Sowers et al. 1986
- Methanosarcina baltica von Klein et al. 2002 emend. Singh et al. 2005
- Methanosarcina barkeri Schnellen 1947 emend. Maestrojuán et al. 1992typus
- Methanosarcina calensis Blotevogel et al. — отсутствует в LPSN
- Methanosarcina flavescens Kern et al. 2016
- Methanosarcina horonobensis Shimizu et al. 2011
- Methanosarcina lacustris Simankova et al. 2002
- Methanosarcina mazei (Barker 1936) Mah and Kuhn 1984 [syn. Methanosarcina frisia (Blotevogel et al. 1986) Blotevogel and Fischer 1989]
- Methanosarcina semesiae Lyimo et al. 2000
- Methanosarcina siciliae (Stetter and König 1989) Ni et al. 1994 emend. Elberson and Sowers 1997
- Methanosarcina soligelidi Wagner et al. 2013
- Methanosarcina spelaei Ganzert et al. 2014
- Methanosarcina subterranea Shimizu et al. 2015
- Methanosarcina thermophila Zinder et al. 1985
- Methanosarcina vacuolata Zhilina and Zavarzin 1987

В род также могут включать отвергнутое название Methanosarcina methanica nom. rejic., который был первоначальным типовым видом этого рода.